# (239) Adrastea
(239) Adrastea ist ein Asteroid des äußeren Hauptgürtels, der am 18. August 1884 vom österreichischen Astronomen Johann Palisa an der Universitätssternwarte Wien entdeckt wurde.
Der Asteroid wurde benannt nach Adrasteia, einer Nymphe von Kreta, deren Obhut Rhea den kleinen Zeus anvertraute. Der Name ihrer Schwester wurde dem Asteroiden (243) Ida gegeben. Die Benennung erfolgte durch Bertha Schneider (1857–1939), die Frau des Wiener Maschinenfabrikanten Ern(e)st Schneider, dem eine „Mechanische Werkstätte für Astronomische, Geodätische und Physikalische Praecisionsinstrumente“ gehörte. Der Name Adrastea wurde 1983 auch dem Mond Jupiter XV gegeben.

## Wissenschaftliche Auswertung
Aus Ergebnissen der IRAS Minor Planet Survey (IMPS) wurden 1992 Angaben zu Durchmesser und Albedo für zahlreiche Asteroiden abgeleitet, darunter auch (239) Adrastea, für die damals Werte von 41,5 km bzw. 0,08 erhalten wurden. Eine Auswertung von Beobachtungen durch das Projekt NEOWISE im nahen Infrarot führte 2011 zu vorläufigen Werten für den Durchmesser und die Albedo im sichtbaren Bereich von 36,7 km bzw. 0,10. Nach neuen Messungen mit NEOWISE wurden die Werte 2014 auf 37,6 km bzw. 0,09 korrigiert. Nach der Reaktivierung von NEOWISE im Jahr 2013 und Registrierung neuer Daten wurden die Werte 2015 mit 37,9 km bzw. 0,07 angegeben, diese Angaben beinhalten aber hohe Unsicherheiten.
Photometrische Messungen des Asteroiden fanden erstmals statt während fünf Nächten vom 3. bis 15. September 2002 am Andreas Observatory der Minnesota State University, Mankato, wo eine Rotationsperiode von 18,347 h bestimmt wurde. Weitere Beobachtungen vom 28. Januar bis 2. Februar 2009 am Oakley Southern Sky Observatory in New South Wales, Australien führten zur Ableitung einer Periode von 18,48 h.
Die Auswertung archivierter Lichtkurven der Lowell Photometric Database ermöglichte dann in einer Untersuchung von 2016 die Berechnung eines Gestaltmodells des Asteroiden für eine Rotationsachse mit retrograder Rotation und einer Periode von 18,4717 h. Mit dem Weltraumteleskop Transiting Exoplanet Survey Satellite (TESS) konnten während dessen Durchmusterung des Südhimmels 2018 bis 2019 auch Objekte des Sonnensystems beobachtet werden. Dabei wurden auch die Lichtkurven von fast 10.000 Asteroiden aufgezeichnet. Für (239) Adrastea wurde aus Messungen etwa vom 16. Dezember 2018 bis 6. Januar 2019 eine Rotationsperiode von 18,4685 h erhalten.
Zwischen 2012 und 2018 wurden mit der All-Sky Automated Survey for Supernovae (ASAS-SN) auch photometrische Daten von 20.000 Asteroiden aufgezeichnet. Auf mehr als 5000 davon konnte erfolgreich die Methode der konvexen Inversion angewendet werden, darunter auch (239) Adrastea, für die in einer Untersuchung von 2021 ein verbessertes dreidimensionales Gestaltmodell für zwei alternative Rotationsachsen mit retrograder Rotation und einer Periode von 18,4719 h berechnet wurde. Aus archivierten Daten des Asteroid Terrestrial-impact Last Alert System (ATLAS) aus dem Zeitraum 2015 bis 2018 konnte in einer Untersuchung von 2022 mit der Methode der konvexen Inversion eine Rotationsperiode von 18,4714 h bestimmt werden. Im Jahr 2023 wurde aus photometrischen Messungen von Gaia DR3 erneut ein dreidimensionales Gestaltmodell des Asteroiden für zwei alternative Rotationsachsen mit retrograder Rotation und einer Periode von 18,4714 h berechnet.